# 太原航空仪表
37°49′10″N 112°34′16″E / 37.81932°N 112.57101°E
太行仪表厂，又称航空工业太原航空仪表有限公司、太原航空仪表有限公司，原称国营221厂，建于1951年，位于山西省太原市小店区并州南路137号，系中国第一家航空仪表企业，是国家大型二类企业，隶属于中国航空工业集团有限公司（原中国航空工业第一集团公司）。

## 历史
太原航空仪表公司的前身是太原民航机械修理厂。1950年初，中央人民政府人民革命军事委员会民用航空局拟定在天津张贵庄机场组建飞机修理厂，但当年夏季朝鲜战争爆发，军委民航局两次向军委副主席周恩来呈报《关于转移到太原建立飞机修理厂的建议报告》，获批示同意。该年12月，由阎锡山在1948年太原戰役期间修建的太原亲贤机场及二、三营盘旧兵营移交军委民航局，用于建设太原民航机械修理厂，厂址原址为大营盘西侧的阎锡山军营马厩和饲料房，1951年1月15日动工建厂，4月25日基本完工，5月1日举行建厂典礼。
1952年5月7日，太原民航机械厂划归中央人民政府重工业部航空工业局领导，6月28日改称国营221厂，对外厂名太原太行仪表厂。随着武宿机场1971年扩建完毕，太原的民航业务由亲贤机场转场至武宿机场，亲贤机场也于1975年被废弃:575，但太行仪表厂仍留在亲贤。

## 主要产品
- 仪表
- 传感器
- 压力弹性敏感元件
- 自动控制设备及零部件
- 中小型精密机械

等